# 베트남계 미국인
베트남계 미국인(Vietnamese American)은 베트남에 기원을 둔 미국인들을 지칭하는 말이다. 베트남 전쟁 이후에 남베트남 지역에서 보트 피플로 이민온 사람이 많다.

## 같이 보기
- 베트남인
- 아시아계 미국인